# This is your heartbeat
This is your heartbeat is een single van Sandra Reemer.
Het is een opvallende single binnen het repertoire van Reemer. Ze keerde terug naar haar artiestennaam Sandra (zonder achternaam). Haar vaste muziekproducent voor jaren Hans van Hemert is nergens te bekennen. En ook haar nieuwe samenwerking met Bolland & Bolland leek met deze single tot een eind gekomen. De liedjes op de single kwamen niet van een regulier studioalbum van Reemer. Na de single trad een stilte op in Sandra’s carrière om vervolgens de draad in 1979 pas weer op te pakken met Colorado, een songfestivallied.
This is your heartbeat werd geschreven en geproduceerd door Peter Callander en Mitch Murray, die ook tekenden voor de B-kant. Zij waren destijds bekend vanwege de wereldhit The night Chicago died van Paper Lace.
De single haalde uitsluitend de tipparades van de Nederlandse Top 40 en Nationale Hitparade. In België promootte men de single door haar uit te roepen tot Lieveling van Radio Mi Amigo, maar ook dat mocht niet baten.
Sandra Reemer

Al di là · Stille nacht, heilige nacht · 'k Zweef aan m'n ballonnetje · Gloria, gloria · Sluimer zacht · Singapura · Hoe leit dit kindeke · Mijn gitaar · Kopi susu · Als jij maar wacht · Een bos rozen · Heimwee · Mijn concert · Teddy song · Jij vergeet · Since you have gone · (I've got) A love like a rainbow · Simon Zealotes · Love me, honey · The party's over · Trust in me · This is your heartbeat · How little we know · Colorado · Nothing's gonna change · It hurts to be in love · America here I come · Indonesia · Get it on · Rien ne va plus · Fly like an angel · Gold · All out of love · Sleep with me tonight · Laughter in the rain · Goodnight, sweetheart, goodnight · Smoke gets in your eyes · La colegiala · For your love · He was the one · Love is cruel · Domenica · The last goodbye · Mensen zoals jij · Kom naar me toe · Alles wat ik wil · Een boom voor het leven · De mooiste droom is vogelvrij
Sandra en Andres

Storybook children · Somethin' in my heart · For the first time in my life · Reach for the moon · Let us pray together · Love is all around · Those words · Que je t'aime · Mary Madonna · Als het om de liefde gaat · Mama mia · Auntie · Aime-moi · Dzjing boem! · True love · You believed · Oh, nous sommes très amoureux
Dutch Divas

Work that body · From New York to L.A.